# 스호드넨스카야역
스호드넨스카야역(러시아어: Сходненская)은 모스크바 지하철 타간스코 크라스노프레스넨스카야 선의 역이다.
스호드넨스카야 역은 공항 뒤에 지어진 모스크바 최초의 단일 역사이다. 이 역의 프로젝트는 엔지니어들이 "용기 있는 사람들"을 주제로 하여 단일 유형의 역의 구성에 대한 관심을 재개하면서 시작되었다. 상트페테르부르크 지하철의 기술적인 것과 달리 대조적인 형태이다.

## 역사
스호드넨스카야 역은 1975년 12월 30일에 개장하였다.

## 위치
스호드넨스카야 역의 지하부는 지하철과 연동되어 스호드넨스카야 거리, 야나 레이니사와 킴킨스키이 볼레바드로 접근 가능한 곳에 있다.

## 통계
1일 평균 78,750명이 이 역을 이용한다.

## 같이 보기
- (러시아어) metro.ru